# Gastone I di Béarn
Gastone I (in spagnolo Gastón, catalano Gastó, francese e occitano Gaston; inizio secolo X – 984 circa) fu Visconte di Béarn dal 940 alla sua morte.

## Origine
Gastone, secondo la La Vasconie. Tables Généalogiques, era figlio del Visconte di Béarn, Centullo II, e della moglie di cui non si conoscono né il nome né gli ascendenti.

Centullo II di Béarn, ancora secondo la La Vasconie. Tables Généalogiques, era figlio del Visconte di Béarn, Lupo Centullo, e della moglie di cui non si conoscono né il nome né gli ascendenti.

## Biografia
Sia secondo la La Vasconie. Tables Généalogiques, che il Vizcondes dependientes del ducado de Vasconia suo padre, Centullo II morì nel 940 e Gastone gli succedette come Gastone I.
Ancora sia secondo la La Vasconie. Tables Généalogiques, che il Vizcondes dependientes del ducado de Vasconia, sino al 970 non permise al duca di Guascogna, Guglielmo I, di erigere l'abbazia di Saint Vincent di Lucq; nell'Appendice del Cartulaire de Saint Vincent de Lucq poi viene anche confermato che, in data imprecisata il visconte, Gastone, fece una donazione assieme al duca di Guascogna, Guglielmo I e, nel documento si fa riferimento anche al regno dell'imperatore, Ludovico il Pio.
Secondo la Biografias Enciclonet, Gastone fu al seguito del Re di Pamplona, Sancho Garcés, detto Abarca contro l'emirato di al-Andalus, durante il suo governo la viscontea ebbe un periodo di prosperità e, nel 980, fu al fianco del duca di Guascogna, Guglielmo I, contro i Normanni e poi contro i Saraceni che avevano fatto una scorreria nel Rossiglione.
Gastone viene nominato anche nel documento n° IV del Cartulaire de Saint-Vincent-de-Lucq.
Secondo Le livre d'or de Bayonne, Gastone I (Wastonis Centulli vicecomitis), nel 980, sottoscrisse un documento del vescovo Arsius.
Gastone I morì poco dopo, verso il 984 e gli succedette il figlio Centullo, come Centullo III.

## Matrimonio e discendenza
Sempre secondo la La Vasconie. Tables Généalogiques, che il Vizcondes dependientes del ducado de Vasconia Gastone I prese moglie verso il 925; della moglie di Gastone non si conoscono né il nome né gli ascendenti. 
Centullo II dalla moglie ebbe un figlio:
- Centullo, Visconte di Béarn[1][2].

### Fonti primarie
- (LA)  Cartulaire de Saint-Vincent-de-Lucq.
- (LA)  Le livre d'or de Bayonne.

### Letteratura storiografica
- (FR)  LA VASCONIE.
- (FR)  Histoire de la Gascogne depuis les temps les plus reculés jusqu'à nos jours. Tome 1.
- (ES)  AUÑAMENDI EUSKO ENTZIKLOPEDIARA.